# Alsikeklöver
Alsikeklöver (Trifolium hybridum) liknar vitklöver till blommorna, men stjälken växer upprätt, bladen och blomställningarna har kortare skaft och växtens dimensioner är vanligen större. Som vild växer den på ängsmark, helst på bördiga platser, i Sverige upp till Västerbotten, samt i södra och mellersta Norge och Finland. Sitt namn har den fått efter Alsike socken sydost om Uppsala. Dess första fynduppgift återfinns i Carl von Linnés Swenskt Höfrö (Kongliga Swenska Wetenskapsacademiens handlingar 1742).

## Förgiftningssymptom hos hästar, får och andra betande djur

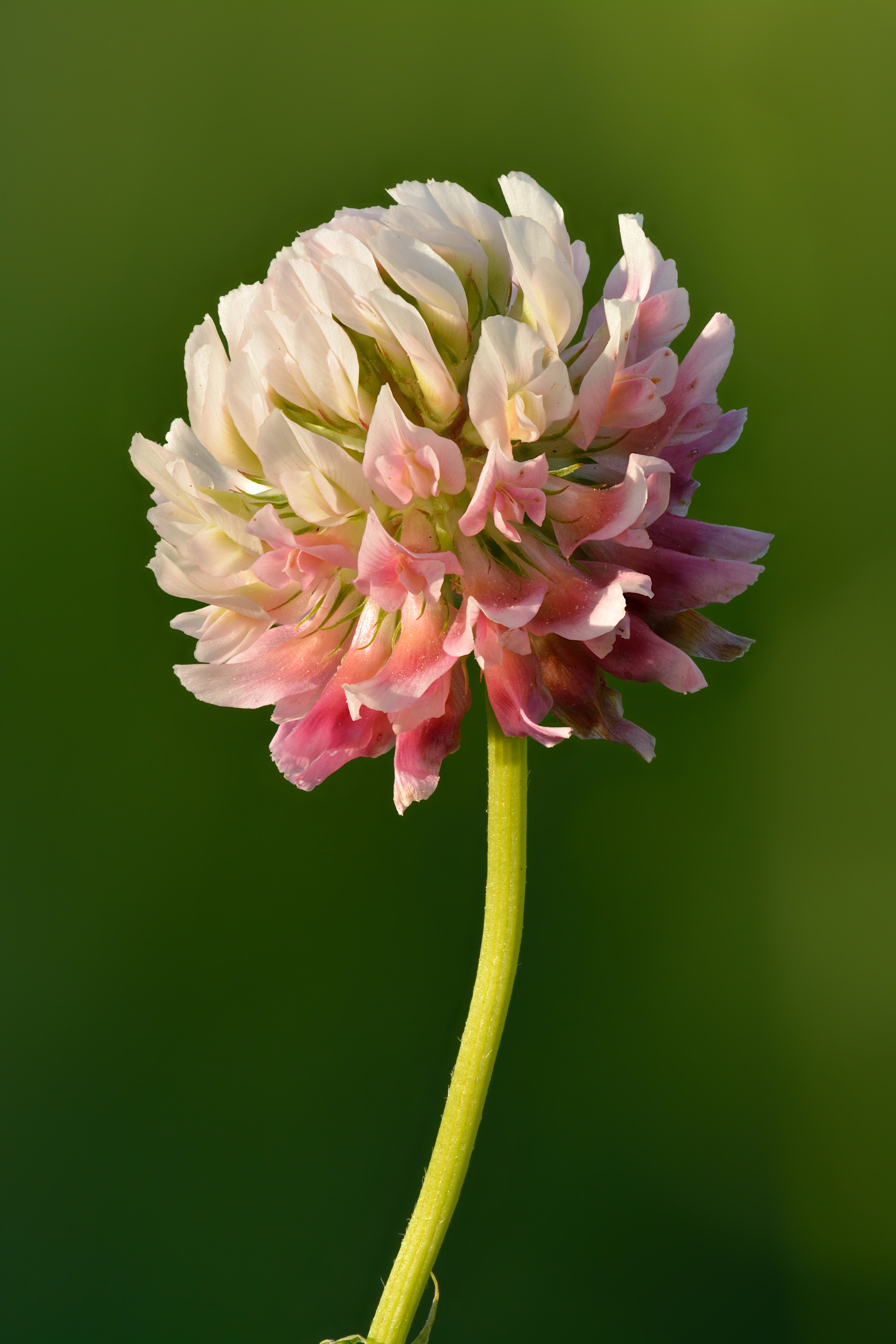
Närbild av blomställningen.

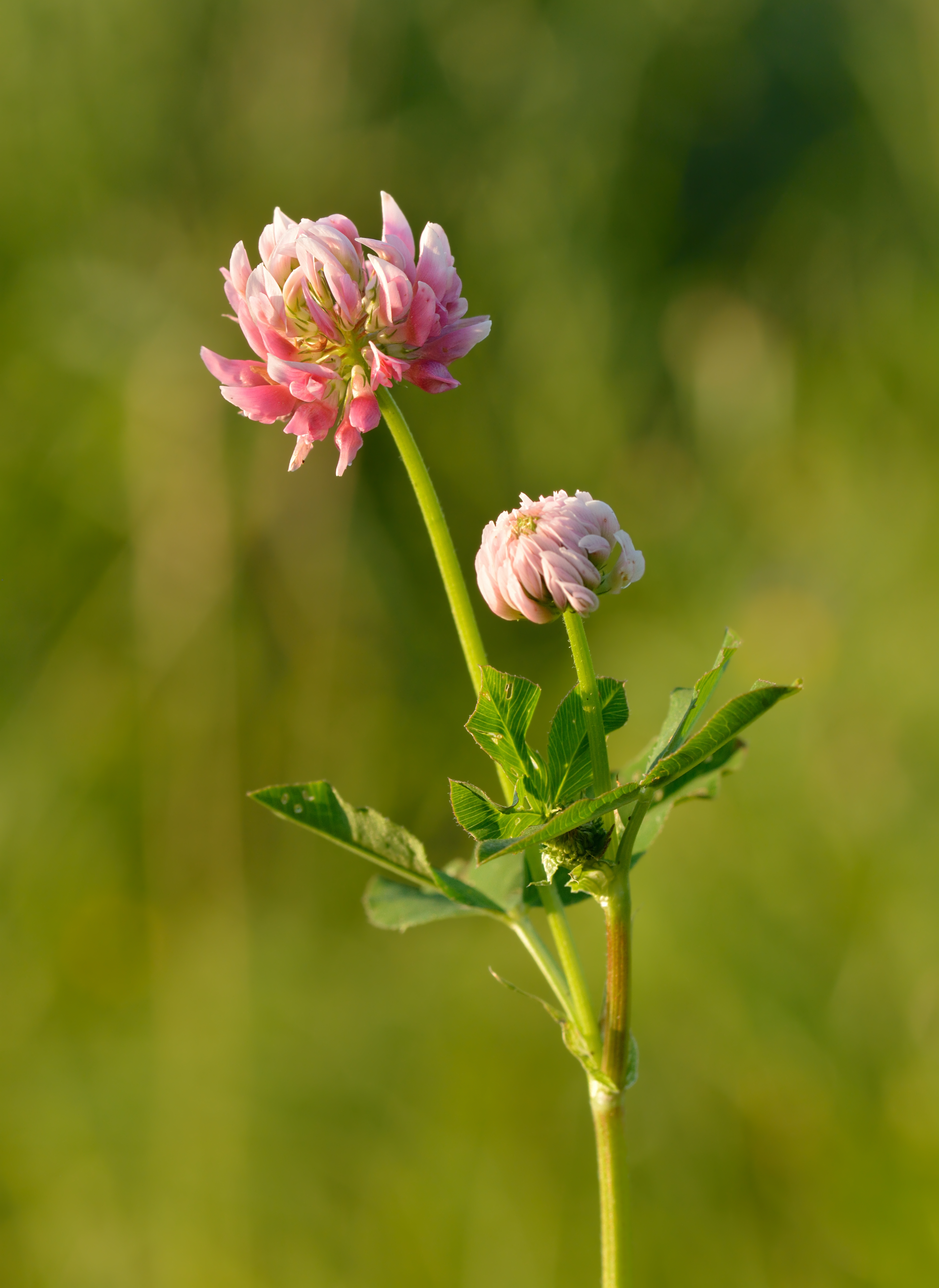

Alsikeklöver är en av flera olika växter som kan orsaka fotosensibilitet (ökad känslighet för ljus) med hud- och leverskador hos hästar, får och andra betande djur. Det är främst under blöta eller fuktiga betesförhållanden som alsikeklöver har påvisats orsaka förgiftning, men även en stor andel alsikeklöver i hö/ensilage (mer än 20 procent) kan resultera i hälsoproblem. Det är inte känt exakt vilken substans som orsakar förgiftningen, men något mykotoxin eller växtendogent toxin, som främst bildas under fuktiga förhållanden, misstänks.
Övriga symptom på alsikeklöverförgiftning hos häst kan vara dålig aptit, depression och slöhet, uttorkning, förhöjd kroppstemperatur, ödem i nedre delen av benen, gulsot, diarré, blödande hudutslag och sår i munhålan. Generellt återhämtar sig drabbade hästar fort från både hud- och leverskador om det foder/bete som innehåller alsikeklöver tas bort, men enstaka dödsfall har förekommit. 
Det finns fallstudier kring Alsikeklöverförgiftning, där hästar fått gulaktiga ögonvitor och hud och även blivit känsliga mot UV-ljus med hudirritationer som följd.
Nervositet ska även kunna vara ett symptom på Alsikeklöverförgiftning men det finns inte bevis för att det är själva Alsikeklövern som ger förgiftningen, det kan vara en bakterie som växer på klövern som producerar ett gift.
Vissa fröblandningar innehåller alsikeklöver, sådana bör undvikas för hästbeten.